# Motorhelm

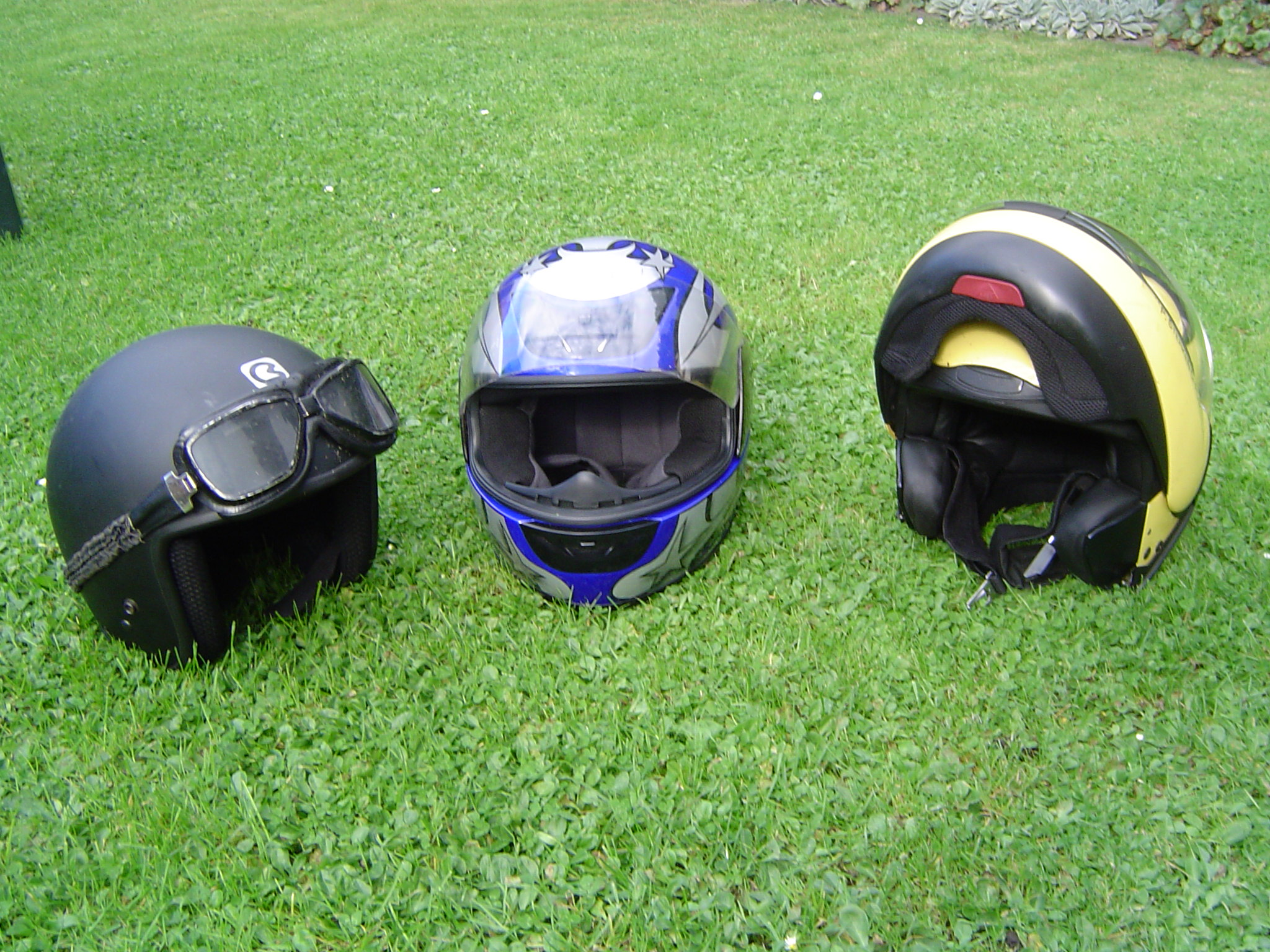
v.l.n.r. een jethelm, een integraalhelm en een systeemhelm

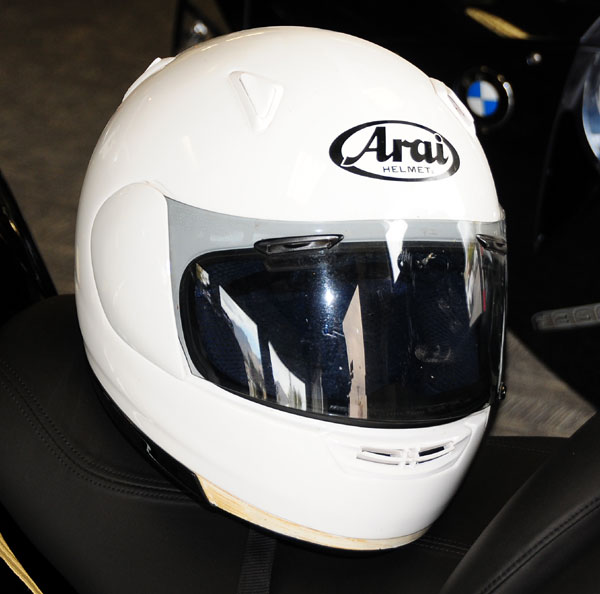
Integraalhelm

Een motorhelm is een helm die gedragen wordt door onder meer motor- en bromfiets- en snorfietsrijders.
Het dragen van een helm is er voor om de schade aan het hoofd in geval van een val of botsing te beperken. Een ander doel is het hoofd te beschermen tegen zwevende dingen, zoals insecten. De helm biedt bij lage temperaturen ook bescherming tegen de koude rijwind. Dit veiligheidsaspect heeft er in Nederland toe geleid, dat in artikel 60 van het Reglement verkeersregels en verkeerstekens 1990 (RVV 1990) is vastgelegd voor welke voertuigen een helm wel en voor welke voertuigen een helm niet verplicht is. Motorrijders en passagier zijn verplicht vanaf 1 januari 1972 een helm te dragen bij het berijden van een motor.
Voor bromfietsers en hun medepassagier geldt de verplichting om een helm te dragen sinds 1 januari 1975.
Hoewel er in de volksmond wel gesproken wordt over bromfiets- dan wel motorhelmen, bestaat zo'n verschil voor de wet niet. Alle helmen die zijn goedgekeurd volgens de Europese norm 22.05 (herkenbaar aan een ingenaaid label met de letter E, gevolgd door een cijfer dat het land van productie weergeeft) voldoen aan de Europese norm en mogen op zowel de brommer als de motor gedragen worden. Helmen die aangeprezen worden als geschikt voor de motor zijn over het algemeen wel (veel) duurder en beter afgewerkt dan de helmen die in bromfietszaken worden verkocht.
Motorhelmen zijn er in drie types:
- integraalhelm (gesloten helm),
- systeemhelm, waarvan de voorkant omhoog geschoven kan worden,
- jet- of customhelm (halve potjes genoemd), met of zonder vizier.
- Crossover- en Endurohelm, een gesloten helm, met klep aan de bovenkant (vaak zonder vizier).

In deze drie groepen zijn er verder verschillen naar het materiaal waarvan de binnenvoering gemaakt wordt (brandvrij, gewoon of isolerend) en het materiaal waarvan de schaal gemaakt wordt (polycarbonaat, ABS, carbon, composiet, kevlar  enzovoort).

## Polycarbonaat- en ABS-helmen
De helmen van polycarbonaat en ABS worden onder hoge druk in een mal geperst, vervolgens wordt de mal (die uit twee delen bestaat) losgemaakt. Hierbij wordt de "rand" zichtbaar op de helm, de aanleiding voor de bekende mythe dat een buitenschaal uit twee helften bestaat. Dit is dus niet het geval. Bij veel merken worden die randen tegenwoordig weggeschuurd. Dit type helm is relatief goedkoop, maar niet noodzakelijkerwijze slechter dan helmen die geproduceerd zijn van duurdere materialen.

## Composiethelmen
Een composiethelm (van kunststof dat is versterkt met glasvezel, carbon of aramidevezel (kevlar)) kan op verschillende manieren gemaakt worden. 
In de eerste plaats kunnen "losse" glasvezels worden gebruikt. Hierbij wordt er in een mal een laag epoxyhars geperst waarop de glasvezels worden aangebracht en deze handeling wordt vervolgens een aantal keer herhaald. Deze techniek heeft als voordeel dat de helmschaal op alle punten even dik is. Vervolgens worden in veel gevallen op kritieke plekken carbon- en aramidevezels gebruikt.
Het vezelmateriaal kan ook bestaan uit "matten". De buitenschaal wordt nu ook uit verschillende lagen opgebouwd. Het voordeel van deze techniek is dat de buitenschaal op verschillende punten kan worden verstevigd door er meer matten/materialen te plaatsen. Tevens is deze manier van opbouwen minder arbeidsintensief en dus ook goedkoper. 
De composiet buitenschalen ontlopen elkaar steeds meer in kwaliteit, door het anders gebruiken van de materialen. Zo zijn er tegenwoordig integraalhelmen van nog geen 1 kilo in gewicht (volledig carbon) en helmen van volledig carbon en aramide (kevlar).
Prijsverschillen zijn dus hiervan afhankelijk. Polycarbonaat helmen zijn meestal de helmen in de prijsklasse 50 tot 150 euro. Composiet helmen zijn te vinden in een prijsklasse van 100 tot 1200 euro.
Sportieve rijders wordt aangeraden een composiethelm te kiezen vanwege de slijtvastheid van de buitenschaal, daarnaast zijn de "echte" supersporthelmen in de binnenschaal voorzien van verschillende dichtheden aan polystyreen (piepschuim) die de impact van een val bij hoge snelheid beter kunnen opvangen.
Het is bij aankoop belangrijk dat de helm goed past, veilig is en aangenaam aanvoelt. De meeste gebruikers hebben de helm langer dan tien minuten op hun hoofd. De voering past zich aan naar de vorm van het hoofd, dus de helm mag niet te los zitten. Anderzijds mag hij ook niet te strak zitten, zeker bij het voorhoofd, want daar past de voering zich maar weinig aan.
Op elk hoofd past een helm, het ene merk zal passen en het andere met dezelfde maat vaak niet.

## Rijervaring met motorhelmsoorten
|                          | Systeemhelm | Integraalhelm | Jethelm |
| ------------------------ | ----------- | ------------- | ------- |
| Comfort                  | +++         | ++            | ++      |
| Bescherming              | ++          | +++           | +       |
| Gemakkelijk op-/afzetten | +++         | +             | +++     |
| Ventilatie               | +++         | ++            | +++     |
| Gezichtsveld             | ++          | ++            | +++     |
| Bescherming windruis     | ++          | +++           | +       |